# Langdün Päljor
Langdün Päljor (tibétain : གླང་མདུན་དཔལ་འབྱོར་, Wylie : glang mdun dpal 'byor aussi appelé Langdun Banjor et Penjor Langdün né en 1941 à Lhassa, est un écrivain tibétain.

## Biographie
Langdün Päljor est un petit-neveu du 13e dalaï-lama, né en 1941 dans la famille Langdun, une famille devenue aristocratique. À l'âge de 5 ans, il est envoyé à Darjeeling en Inde pour y recevoir une éducation anglaise et rentra au Tibet en 1951 après l'arrivée des troupes chinoises à Lhassa, des événements politiques qui entraînent la fin de ses études. Il devint instituteur  puis professeur à l’Ecole normale. Il s'occupa ensuite de la conservation du patrimoine culturel et artistique de Lhassa. Il fut directeur adjoint de radio Lhassa et du bureau de la télévision, et publia alors plusieurs ouvrages remarquables de la littérature tibétaine.
Son roman publié en 1985 La Controverse dans le jardin aux fleurs a été traduit en français par Françoise Robin

## Publications
- (bo) Me tog ldum ra'i nang gi klan ka, (fr) La Controverse dans le jardin aux fleurs, traduit du tibétain par Françoise Robin, Bleu de Chine, 2005,  (ISBN 2849310115)